# 372 î.Hr.

## Nașteri
- dată necunoscută: Mencius filosof chinez (d. 289 î.Hr.)